# Iñaki Agirreazkuenaga
Iñaki Agirreazkuenaga Zigorraga (Bilbao, 1957) es un Catedrático de Derecho Administrativo de la Universidad del País Vasco y abogado.

## Biografía
Iñaki Agirreazkuenaga nació en Bilbao, Vizcaya en 1957. Se doctoró en Derecho Administrativo en el año académico 1988-1989 con Premio extraordinario de Doctorado y en 1997 consiguió la cátedra de Derecho Administrativo en la Universidad del País Vasco y desde ese año es catedrático de Derecho Administrativo.
Ha recibido el Premio “Adolfo Posada” en 1990 por la obra "La Coacción Administrativa Directa", el Premio “Jesús Mª de Leizaola", en 1992 por la obra el "Origen de los funcionarios locales de habilitación estatal: los Cuerpos Nacionales" y el Premio Jurídico “Joaquín Elósegui” en 2003 por el trabajo “Diversidad y Convivencia Lingüística: Dimensión europea, nacional y claves jurídicas para la normalización del Euskara”.
Ha dirigido múltiples proyectos de investigación del Ministerio de Educación y de la Consejería de Educación del Gobierno Vasco, y es miembro de los consejos de redacción de las Revistas Jurídicas: Revista de Administración Pública-Centro de Estudios Constitucionales, Revista Vasca de Administración Pública, Justicia Administrativa (Lex Nova), Llengua i Dret y Eleria (Eusko Ikaskuntza).
Agirreazkuenaga ha sido miembro de la Junta Electoral y fue elegido el 16 de octubre de 2012 en la terna por el CGPJ para la provisión de plaza de magistrado del Tribunal Supremo, sala de lo contencioso-administrativo, entre abogados y juristas de reconocida competencia.

## Publicaciones
Entre sus publicaciones están:
- Intervención Pública en el Deporte”, Madrid, 1998 [ISBN (13) 978-84-470-1163-6].

- “La Administración de Justicia en un Estado plurilingüe”, CGPJ, Madrid, 2000 [ISBN (13) 978-84-89324-78-7].
- “Las nuevas políticas en materia de urbanismo, vivienda y ordenación del territorio”, RVAP nº 79 II, Oñati, 2007 [ISSN 0211-9560].
- “Facultades de las Diputaciones vascongadas como organismos administrativos”, Bilbao, 2010 [ISBN (13) 978-84-7752-296-6].
- “El modelo de ordenación territorial, urbanismo y vivienda vasco: aplicación práctica”, IVAP, Oñati, 2011 [ISBN (13): 978-847-777-378-8].